# 本篤十四世
本篤十四世（1675年3月31日—1758年5月3日）原名波羅斯貝·蘭貝爾蒂尼（Prospero Lambertini），1740年8月17日當選教宗，同年8月22日即位至1758年5月3日為止。他是意大利人。

## 譯名列表
- 本篤十四世：天主教香港教區禮儀委員會：禧年專頁 （页面存档备份，存于）、香港天主教教區檔案　歷任教宗、《大英簡明百科知識庫》2005年版[永久]作本篤。
- 本尼狄克十四世：《世界人名翻譯大辭典》1993年版作本尼狄克。